# Jean Veillot
Pour les articles homonymes, voir Veillot.
Jean Veillot [Villot] est un compositeur et prêtre français, en poste à la Chapelle royale durant quelques années, et mort en 1662, avant août.

## Biographie
Est-lui le « Jean Villot, chapelain de la chapelle Sainte-Catherine » fondée en l'Église de Paris, demeurant au cloître de cette église, qui reçoit de son frère Pierre Villot, chirurgien major du régiment des mousquetaires à cheval dits dragons du cardinal de Richelieu, la donation de tous ses biens meubles et immeubles lui appartenant au jour de son décès ?
Entre septembre 1641 et septembre 1648, Jean Veillot est parrain de trois enfants dans trois paroisses différentes. Le 19 février 1645, il est témoin au mariage de Louis Villot, probablement un frère ou un cousin, et le 20 janvier 1658 au contrat de mariage de Pierre II de Cyrano, seigneur de Cassan, conseiller du Roi, trésorier général des offrandes, aumônes et dévotions du roi, en présence aussi de Paul Auget, surintendant de la musique de la Chambre du Roi.
Il est ordonné prêtre du diocèse de Paris le 8 septembre 1646. Le 5 juillet 1651, il est pourvu par le roi à la neuvième chaire canoniale de la Sainte-Chapelle du fait du décès d’Eustache Picot. Il démissionne de cette prébende le 10 avril 1658, au bénéfice de M. de Vaucluse.

### À Notre-Dame de Paris
Il semble que Veillot ait été enfant de chœur à la cathédrale Notre-Dame de Paris : il mentionné comme ancien enfant de chœur lorsque, dès le 1er septembre 1636, il seconde le maître des enfants Henri Frémart pour le remplacer en cas d’absence ou l’assister dans les œuvres à doubles chœurs. C’est finalement Veillot qui le remplace comme maître des enfants à partir du 8 octobre 1640, après la démission de Frémart.
Le 4 mai 1643, quand il part à la Chapelle royale, il est remplacé par François Cosset. Sa réputation est déjà telle qu’Annibal Gantez, après l’avoir comparé avec André Péchon et Artus Aux-Cousteaux, le nomme « le plus agréable en la musique » à Paris dans son Entretien des musiciens (1643).
Il est aussi nommé vicaire de Saint-Aignan à Notre-Dame de Paris, puis en 1652 chanoine de Saint-Aignan « sur le désir du roi ».

### À la Chapelle royale

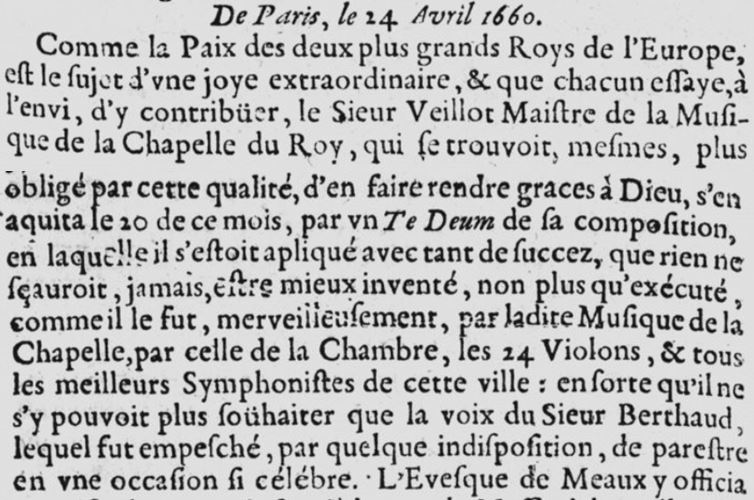
Relation du Te Deum de Jean Veillot pour la Paix des Pyrénées (avril 1660).

Le 6 mai 1643, il devient sous-maître de la Chapelle royale en survivance d’Eustache Picot et en alternance avec Thomas Gobert. Il reçoit 900 lt de gages annuels, avec éventuellement 4 800 lt pour l’entretien et la nourriture de huit pages. En 1646 il prend les deux semestres à sa charge.
À la mort d’Eustache Picot en 1651, Veillot reprend son office de compositeur de la musique de la Chapelle, aux gages annuels de 600 lt. Picot lui avait fait don dans son testament des arriérés de ses gages de compositeur de la Chapelle.
En 1658, il est dit maître de la musique de la chambre du Roi et chanoine de l'église de Paris quand il est témoin au contrat de mariage de Pierre de Cyrano.
Le 17 mai 1659, un motet de sa main est chanté dans la chapelle du Louvre ; il dirige également en avril 1660 un Te Deum pour la Paix des Pyrénées, tandis que le 16 octobre 1660 il compose et dirige la musique pour la fête de Saint-Denis à l'abbaye de Montmartre, en présence de la reine :
Leur muzique fut belle et bonne,
Mais il ne faut pas qu’on s’en etonne,
Puis-que ce chantre renommé
Des Majestez tant estimé,
Que le sieur Veillot on apelle
Etoit compoziteur d’icelle ;
Et pour montrer que ce Concert
Etoit d’un Maître très-expert,
La Reine ne s’est pu défendre
D’aller deux ou trois fois l’entendre,
Louant ledit Veillot, toujours,
Par de fort obligeans discours.

### Autres emplois
Veillot était aussi abbé de l’abbaye de Bois-Aubry, de l’ordre de saint Benoît (diocèse de Tours). C’est Loret qui relate le fait au moment où cette abbaye passe de Veillot à Blaise Berthod, chantre du roi, le 2 septembre 1662, à la mort de Veillot.
Il est mort avant le 19 août 1662 (mais très probablement en 1662) car à cette date Pierre Mignon, bourgeois de Paris promettait 5500 lt à Guillaume Balichard, valet de chambre de la reine mère, pour que celui-ci obtienne pour son fils Jean Mignon la charge de maître de musique de la Chapelle du roi, qui appartenait à Jean Veillot « récemment décédé ».

## Œuvres
D’après des faits rapportés par Henri Sauval, Veillot reçut après la mort de Louis XIII (1643) les manuscrits musicaux de Formé, que le roi avait fait confisquer après la mort du compositeur (1638) et enfermer dans une armoire. « À ce qu’on dit, [il] en fit assez bien son profit ». 
La musique de Veillot est très largement perdue et exclusivement sacrée. Les œuvres existantes ou identifiables sont :

### Motets à 5 voix
- Te Deum laudamus, exécuté à Paris en avril 1660 pour la Paix des Pyrénées et le mariage de Louis XIV et Marie-Thérèse d'Autriche (1638-1683), perdu[19].
- Domine salvum fac regem à 5v. et bc, dans Paris BNF (Mss.) : Latin 16831. (prov. églises des Victoires à Paris, voir Burke 1981 no 22).
- Ave verum à 5v. et bc. Même source, no 32.
Ces deux motets sont écrits en « style antico ».

### Motets à double chœur

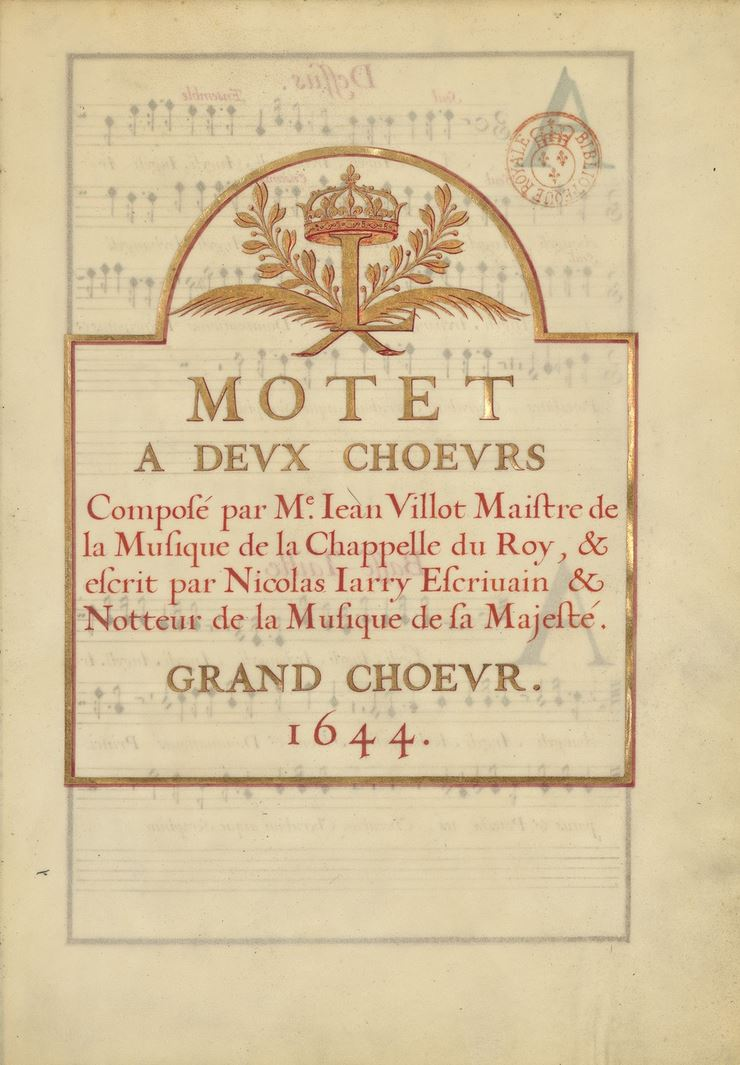
Page de titre du motet "Angeli, archangeli" de Jean Veillot, 1644 (Paris BNF).

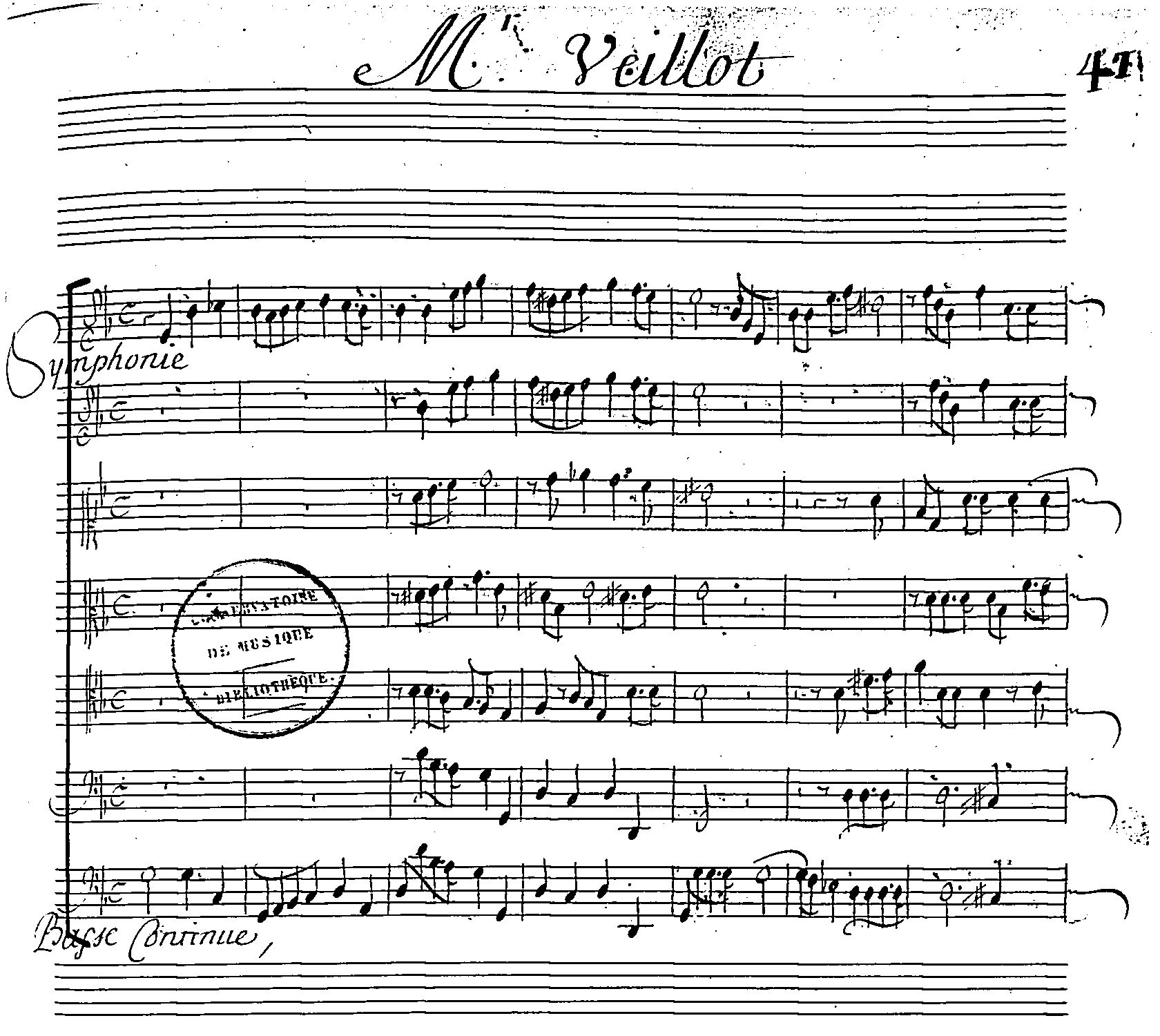
Début du motet "Sacris solemniis" de Jean Veillot (Paris BNF).

Les motets à double (grand chœur et petit chœur) ont ceci de nouveau par rapport à ceux des prédécesseurs de Veillot (tels Nicolas Formé ou Sauvaire Intermet) l’introduction d’une symphonie, dans laquelle les violons et les basses doublent souvent les voix chantées. Ils préfigurent le grand motet versaillais, avec des alternances de chœurs, de solos. Il y a aussi des ritournelles instrumentales qui interviennent entre divers sections chorales.
- Angeli, archangeli, throni et dominationes, « Motet à deux chœurs composé par Me Jean Villot Maistre de la Musique de la Chappelle du Roy & escrit par Nicolas Jarry Escrivain & Notteur de la Musique de sa Majesté. 1644. »
Il ne subsiste que les voix du grand chœur dans ce manuscrit, calligraphié sur vélin en noir, rouge et or. Paris BNF (Mus.) : RES VM1-256, numérisé sur [http:// gallica.bnf.fr/ark:/12148/btv1b7400121c  Gallica], relié en maroquin rouge avec semis de chiffres de Louis XIV et armes de France et de Navarre.
- O filii et filiae [prose de Pâques], motet à double chœur de 6 et 5 v. et symphonie, copié par François Fossard pour la collection Philidor, vers 1690-1710. Paris BNF (Mus.) : RES F-542. Numérisé sur Gallica.
- Sacris solemnis [hymne du Saint-Sacrement], motet à double chœur de 5 et 6 v. et symphonie, même source.
Édition par le Centre de musique baroque de Versailles (Les cahiers de musique ; 145) en 2005.

## Discographie
- Motets à la cour du Roy : Nicolas Formé, Thomas Gobert, Jehan Veillot... [etc.]. Les Chantres de Saint-Hilaire, dir. François-Xavier Lacroux. 1 CD, Disques Triton, 2013.
Contient le motet Sacris Solemniis.